# ヤン・カルスキ
ヤン・カルスキ（ポーランド語: Jan Karski、出生名: Jan Romuald Kozielewski、1914年4月24日または6月24日 – 2000年7月13日）は、ロシア帝国支配下のポーランド生まれのレジスタンス、活動家、外交官である。
第二次世界大戦中、ポーランドの亡命政府および地下組織の密使として活躍し、ワルシャワ・ゲットーにおけるナチス・ドイツの残虐行為やユダヤ人の収容所への移送に関する証言や証拠をいち早く西側連合国に届けた。
戦後はアメリカ合衆国でジョージタウン大学教授として国際関係学部で教鞭をとった。講演、著作などを精力的にこなし、戦時中の体験とホロコーストの記憶を伝えた。

## 経歴
1914年、ロシア帝国占領下のポーランド、ウッチに生まれた。出生時の姓はコジェレフスキ（Kozielewski）である。敬虔なカトリックの家庭であった。父は若くして亡くなり、母親に育てられた。17歳年上の兄マリアンはポーランド軍に所属していた。
1935年、ルヴォフのヤン・カジミェシュ大学（現・リヴィウ大学）を卒業し法学と外交を学んだ。砲兵予備役の士官候補生学校も修了した。在学中および卒業後、ルーマニア、ドイツ、スイス、英国で外交官や領事職のインターンを経験した。
1938年、ポーランド外務省の領事部に入省した。

### 第二次世界大戦
1939年夏、第二次世界大戦が勃発し、カルスキの外交官としてのキャリアは中断された。9月、ナチス・ドイツとソビエト連邦がポーランドに侵攻し、8月の独ソ不可侵条約とその密約により、ナチス・ドイツはポーランドの西半分を、ソ連は東半分を占領することとなった。
9月30日、亡命先のパリにおいてヴワディスワフ・ラチキエヴィチを大統領、ヴワディスワフ・シコルスキを首相とするポーランド亡命政府が発足した。
カルスキは開戦と同時にポーランド軍に入隊したが、9月末、ベウジェツ近くでソ連軍に捕獲され捕虜となった。身元を紛らわすため、これ以降カルスキという姓を名乗るようになった。
11月に行われた捕虜交換でソ連からドイツに引き渡されラドムの捕虜収容所に収容されたが脱走に成功。そこからワルシャワに向かい、兄のマリアンと再会した。マリアンは戦前はワルシャワ警察の司令官となっていたが、ドイツによる占領後は総督府ポーランド警察で引き続き同職を務める一方、地下組織にも携わっていた。兄の勧めでシコルスキが支援する政治組織CKONの関係者と接触。信頼できる密使が必要とされており、聡明で記憶力がよく、道徳的にも問題のないカルスキはうってつけであった。ドイツやソ連に占領された地域への潜入を行うこととなり、ウッチ、クラクフ、ルブリン、ルヴォフを訪れ、報告書はユーゴスラビアの外交筋を通じてアンジェの亡命政府へと送られた。

### ポーランド亡命政府の密使
1940年1月20日、カルスキはスロバキア、ハンガリー、ユーゴスラビア、イタリアを経由してフランス・アンジェに入り、亡命政府に対してポーランドの現状についての包括的な報告を行った。両陣営の状況、政治状況、社会情勢、亡命政府に対する社会の態度などに加え、ユダヤ人について、ドイツによる弾圧、権利の剥奪、屈辱的行為、独ソ国境にある難民キャンプの状況などを同情的に描写した。ドイツの政策がユダヤ人の抹殺を目的としていたことを指摘した一方、ソ連政権に対するユダヤ人の熱狂的な態度については、戦前のポーランドでの差別体験に言及し、ニュアンスを変えた。さらにポーランド人とユダヤ人の関係について冷静な描写を行っている。ポーランド人がユダヤ人に対して冷酷で容赦がなく、ユダヤ人を使役し虐待しており、これらの点でドイツ人に近いものがあると述べた。
カルスキがアンジェに向かった経緯ははっきりしていない。カルスキ自身はCKON幹部マリアン・ボルゼツキによるものとしているが、警察組織に所属する兄マリアンが、自身の警察官地下組織の忠誠を証明するために送ったとする説もある。
カルスキはアンジェにおいて信頼を獲得し、5月にワルシャワに戻ると地下活動家らと会見を行い、再びフランスへと向かった。この道中、カルスキはスロバキアでゲシュタポに捕えられ、拷問を受けた。秘密を漏らすまいと自殺を試みたが不首尾に終わった。ノビ・ソンチの病院に送られ、武装闘争同盟およびポーランド社会党の手助けにより脱出した。療養ののち、1941年は国内の政治組織の間の連絡係としての任を担った。1942年にはヴィシー・フランスのポーランド地下組織へのマイクロフィルムの受け渡しに携わった。
1942年8月から9月、カルスキはロンドンに拠点を移した亡命政府の指示で、ワルシャワ・ゲットーや、ベウジェツ強制収容所に送られるユダヤ人の通過ゲットーであるイズビカ通過収容所に潜入、何万人ものユダヤ人が餓死と病死をする状況を目の当たりにした。イズビカでは貨車に詰め込まれる数千人のユダヤ人を目撃した。カルスキの報告書はロンドンに送られた。

### アメリカへ
1943年7月、カルスキはワシントンD.C.に向かい、フランクリン・ルーズベルト大統領やフェリックス・フランクファーター最高裁判所判事と会見。ナチス・ドイツがヨーロッパ中のユダヤ人を殺害しているという事実を報告し、ユダヤ人救出のための行動を懇願した。ルーズベルトはユダヤ人に関する具体的な質問を一つもせず、フランクファーターは「人間がそこまでひどい罪を犯すとは考えられない」と、カルスキの言葉を信じなかったという。米国がホロコーストからのユダヤ人救出のため戦争難民局を設置したのは1944年1月22日であった。
1943年9月、カルスキはロンドンに戻り、西部ポーランド軍への入隊を申請した。しかしポーランド亡命政府は政治的理由からこれを却下した。1944年2月、カルスキは広報活動のためにアメリカに派遣され、ナチス・ドイツのポーランド占領、ポーランドの地下組織、ナチス下のユダヤ人の窮状などについて、講演、新聞記事、ラジオ放送を行った。
1944年には『Story of a Secret State』を出版、40万部のベストセラーとなった。

### 第二次世界大戦後
戦時中の体験とホロコーストの記憶に深く影響を受けたカルスキは、ポーランドとユダヤの理解を促進し、ナチズムのすべての犠牲者の記憶を尊重するために、生涯にわたって精力的に活動した。
戦後、カルスキは米国に留まった。1945年には連邦捜査局で地下活動に関する講座を受け持った。
1949年にジョージタウン大学の教員となり、1952年に博士号を取得した。1971年に教授に昇格。1984年に正教授の地位で退職するまで、ジョージタウン大学の教員を務めた。
1985年、『The Great Powers and Poland 1919-1945: From Versailles to Yalta』を上梓。
2000年7月13日、ワシントンD.C.で死去した。

## 栄典・褒章
1982年、イスラエルの国立記念館ヤド・ヴァシェムから「諸国民の中の正義の人」の称号を授与された。
1994年、イスラエル名誉市民。
1995年、ポーランド白鷲勲章。
2012年、アメリカ合衆国大統領自由勲章（追贈）。